# 卢瓦-谢尔省
卢瓦-谢尔省（法語：Loir-et-Cher）是法國中央-卢瓦尔河谷所轄的省份，省会为布卢瓦。該省編號為41。
卢瓦-谢尔省的名称来源于其境内的两条河流：卢瓦河和谢尔河。由于卢瓦河（Loir）的法语名称和卢瓦尔河（Loire）接近，因此该省有时又被误译为“卢瓦尔-谢尔省”。